# Ergane
Genre
Synonymes
- Afiola Peckham & Peckham, 1907

Ergane est un genre d'araignées aranéomorphes de la famille des Salticidae.

## Distribution
Les espèces de ce genre se rencontrent en Océanie et en Asie du Sud-Est.

## Liste des espèces
Selon World Spider Catalog (version 18.0, 01/04/2017) :
- Ergane benjarei (Peckham & Peckham, 1907)
- Ergane carinata Berry, Beatty & Prószyński, 1996
- Ergane cognata L. Koch, 1881
- Ergane insulana L. Koch, 1881

## Publication originale
- L. Koch, 1881 : Die Arachniden Australiens. Nürnberg, vol. 1, p. 1213-1271 (texte intégral).